# Arboretum de Fresse-sur-Moselle
El Arboreto de Fresse-sur-Moselle en francés : Arboretum de Fresse-sur-Moselle, es un arboreto de 3 hectáreas de extensión, en Fresse-sur-Moselle, Francia.

## Localización
En la proximidad se encuentra la cascada de "Longeligoutte" no lejos de la laguna "étang du Frac" a 850 msnm. y con una caída de 9 metros.
Se ubica en el "Valle del Alto Mosella" afluente del río Rhin.
Arboretum de Fresse-sur-Moselle, Fresse-sur-Moselle, Département de Vosges, Lorraine, France-Francia.
Se encuentra abierto a diario durante los meses cálidos sin cargo.

## Historia
"Fresse", cuyo nombre significa "tierra baldía", pertenecía en parte al señorío de Forestaux.
Una explicación errónea sugiere una etimología con el nombre de la « frêne » (fresno), de ahí la presencia de este árbol en el escudo. 
Minas de plomo plata y cobre rojo fueron trabajadas allí desde el siglo XVII.
El arboreto fue creado en esta zona del "Vallée du Moselle", zona de instalaciones metalúrgicas y de termalismo, para salvaguardar la flora de la zona.

## Colecciones botánicas
El arboreto alberga muchas especies de árboles, arbustos y plantas herbáceas de los bosques de los Vosgos, todos marcados y mantenidos.
Alberga 150 especies de árboles procedentes de las zonas de clima templado del mundo.